# Km. 62
Km. 62, también llamado Santa Rosa, es un caserío peruano ubicado en el distrito de La Matanza, perteneciente a la provincia de Morropón del departamento de Piura, al norte del Perú. 

## Ubicación
Km. 62 se ubica al noroeste de la provincia de Morropón, en el distrito de La Matanza, en el departamento de Piura.

## Demografía
En 2017 Km. 62 tenía una población de 315 habitantes.